# Kalmar slottskyrka
Kalmar slottskyrka är en kyrksal i Kalmar slott, Växjö stift. Slottskyrkan ingår i Sankt Johannes församling.

## Kyrkorummet
Kalmar slott som har anor 800 år tillbaka i tiden fick sitt nuvarande utseende präglat av den kontinentala renässansens stilideal under Gustav Vasas, Erik XIV:s och Johan III:s regeringstider men det var först under den sistnämndes regi som slottskyrkan tillkom. Den del i slottet där kyrkan är belägen var från början en bostadsvåning. Ombyggnaden av det profana rummet till kyrkorum påbörjades av Johan III 1569 och det invigdes 1592. Det kom dock att dröja till Gustav II Adolfs tid innan kyrkan fick sin inredning, som senare förändrades och kompletterades på 1700-talet. Kyrkorummet präglas av det vackra, mönstrade takvalvet. Valvet har en förebild i ett slott i Güstrow i norra Tyskland. Väggarna och fönstervalven är dekorerade med inramade bibelspråk ur Psaltaren. Sedan 1970 är sakristian belägen i sydöstra tornet. Kyrkklockan har sin plats i slottets huvudtorn.
I den vackra slottskyrkan skulle Gustav II Adolf gifta sig med Maria Eleonora av Brandenburg, men lagom till det kungliga bröllopet kom pesten till Kalmar. Vigseln flyttades därför till Stockholm och ägde rum den 25 november 1620.

## Inventarier
- Altaret från är 1873 är av trä och halvcirkelformat.
- Altartavlan med motivet: ”Kristus på korset”, är utförd 1773 av Alexander Kastman. Tavlan omramas av en vapentältmålning utförd 1970 av professor Olle Nyman.
- Altarringen och predikstolen, utförda 1773 i rokoko med gyllene reliefer, är verk av bildhuggaren Jonas Berggren.
- Den slutna bänkinredningen har numrerade bänkdörrar.
- Längst fram tronar de kungliga stolarna som tillverkades 1614 till den ovan nämnda inställda kungavigseln. De kungliga stolarna är högre än de vanliga bänkarna. Hörnstolparna består av meterhöga ljusstakar dekorerade med kronor.

## Orgel
- 1955 byggde A Mårtenssons orgelfabrik, Lund, en helmekanisk orgel med 7 stämmor. Den flyttades senare till Sankt Johannes kyrka, Kalmar.

| Manual I        | Manual II     | Pedal             | Koppel |
| Gedackt 8’      | Rörflöjt 8'   | Gedacktpommer 16' | I/P    |
| Principal 4’    | Gemshorn 4'   |                   | II/P   |
| Mixtur 2-3 chor | Blockflöjt 2' |                   | II/I   |

- Nuvarande orgel är byggd 1973 av Gebrüder Jehnlich Orgelbau, Dresden, och har 16 stämmor fördelade på 2 manualer och pedal. Orgeln är helmekanisk.

| Huvudverk I     | Hinterwerk II     | Pedal            | Koppel |
| Spillpfeife 8'  | Gedackt 8'        | Subbas 16'       | I/P    |
| Principal 4'    | Rörflöjt 4'       | Gedacktpommer 8' | II/P   |
| Rörnasat 2 2/3' | Principal 2'      | Rörpfeife 4'     | II/I   |
| Hålflöjt 2'     | Sesquialtera 2 ch | Koppelflöjt 2'   |        |
| Mixtur 3 ch     | Cymbel 2 ch       | Dulcianregal 16' |        |
|                 | Skalmejaregal 8'  |                  |        |
|                 | Tremulant         |                  |        |

- 2008 omdisponerades orgeln av Ålems Orgelverkstad.

| Huvudverk I     | Hinterwerk II     | Pedal            | Koppel |
| Principal 8'    | Gedackt 8'        | Subbas 16'       | I/P    |
| Spillpfeife 8'  | Rörflöjt 4'       | Gedacktpommer 8' | II/P   |
| Oktava 4'       | Hålflöjt 2'       | Rörpfeife 4'     | II/I   |
| Rörnasat 2 2/3' | Sesquialtera 2 ch | Koppelflöjt 2'   |        |
| Oktava 2'       | Sifflöjt 1'       | Dulcianregal 16' |        |
|                 | Skalmejaregal 8'  |                  |        |
|                 | Tremulant         |                  |        |

## Bildgalleri

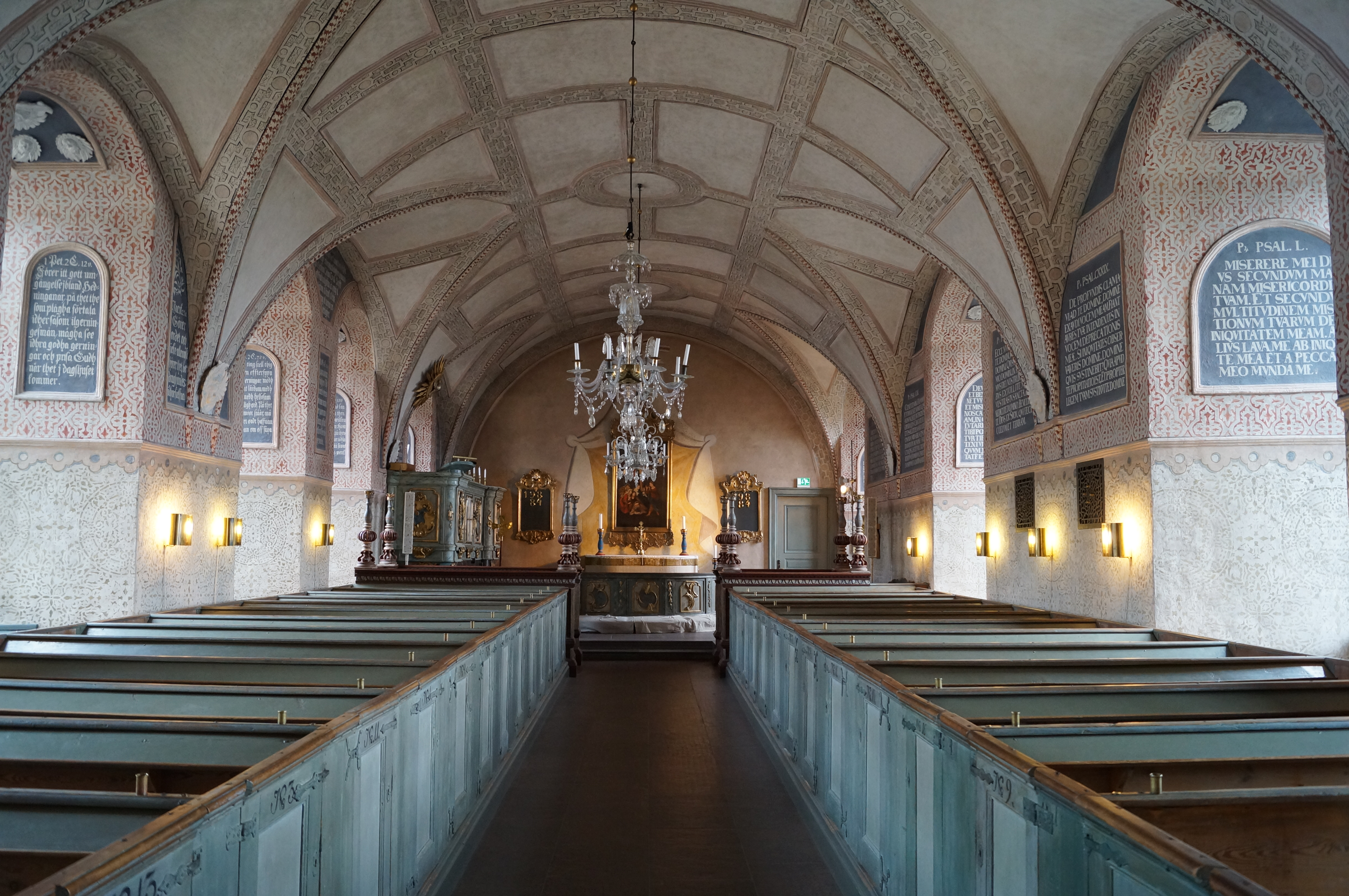
Kyrkorummet
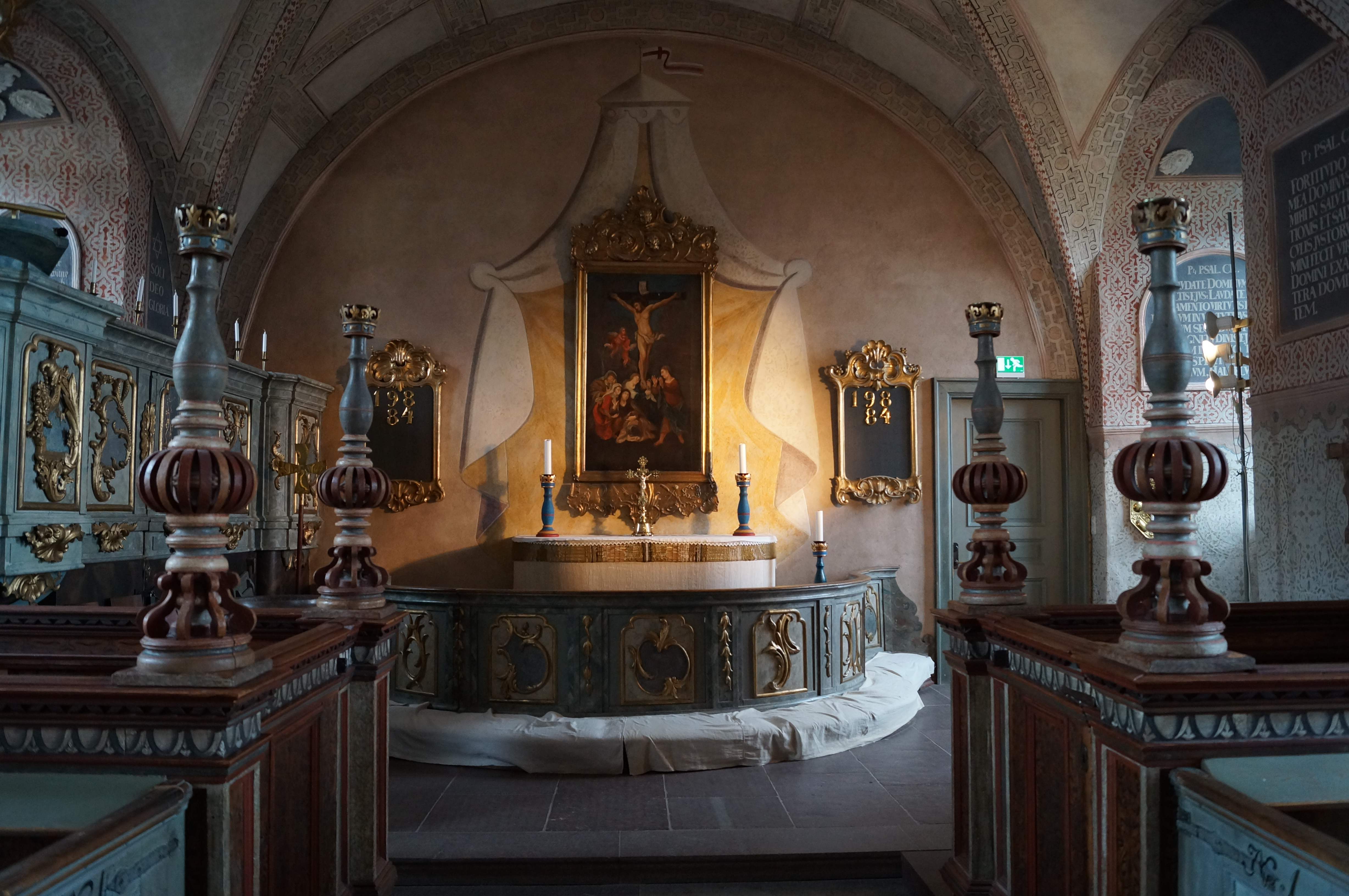
Koret
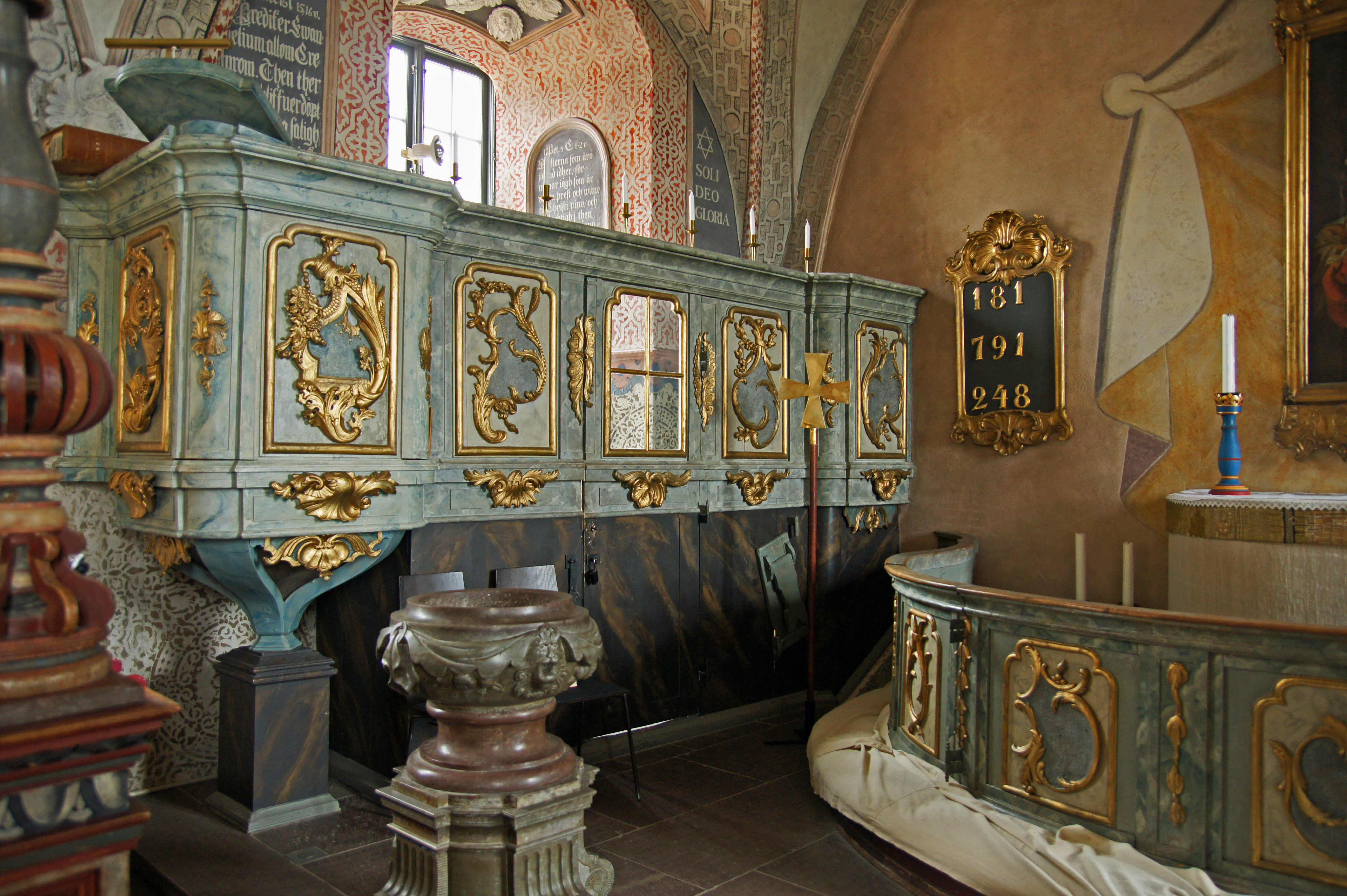
Predikstolen
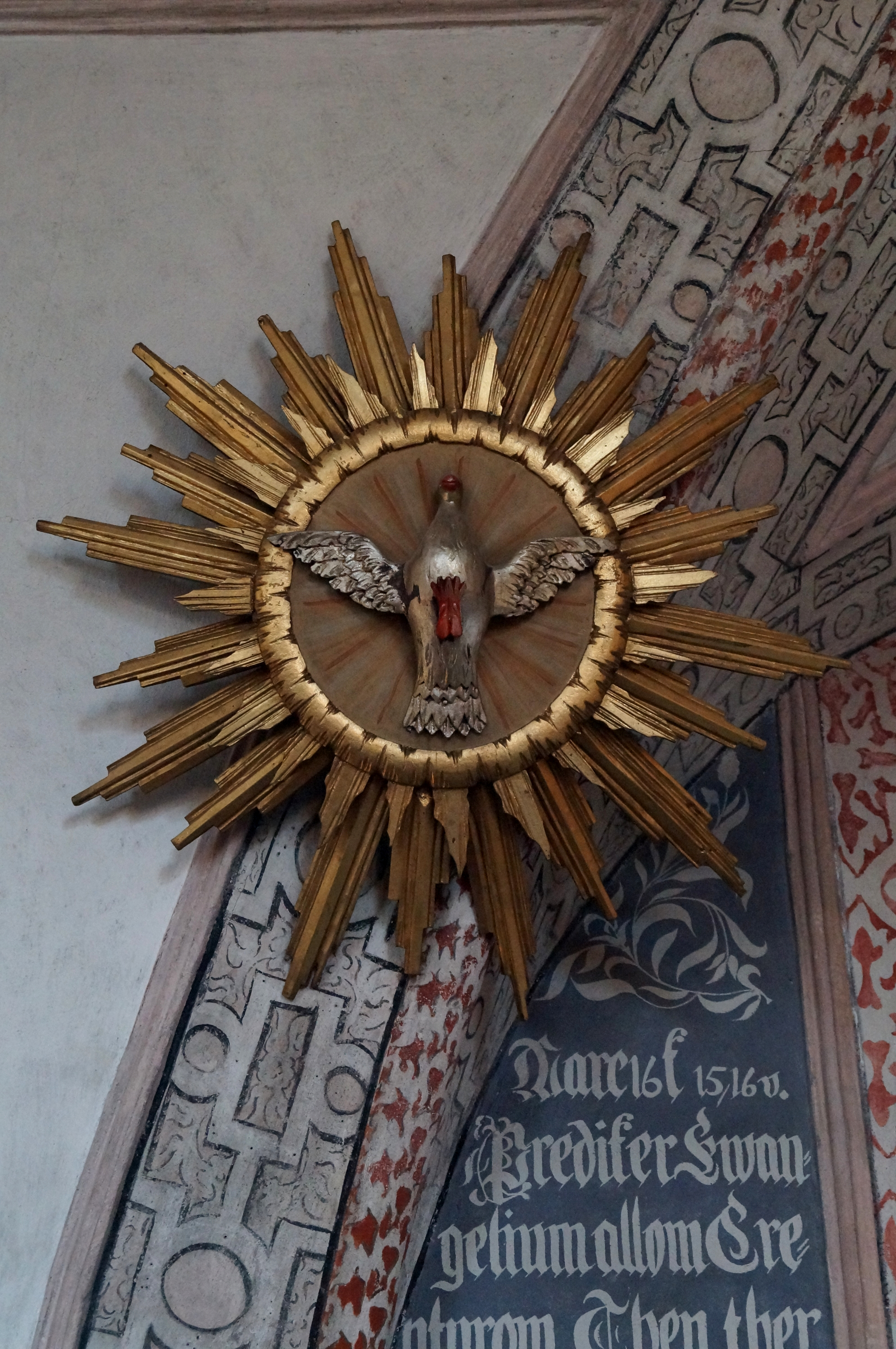
Duva i strålsol
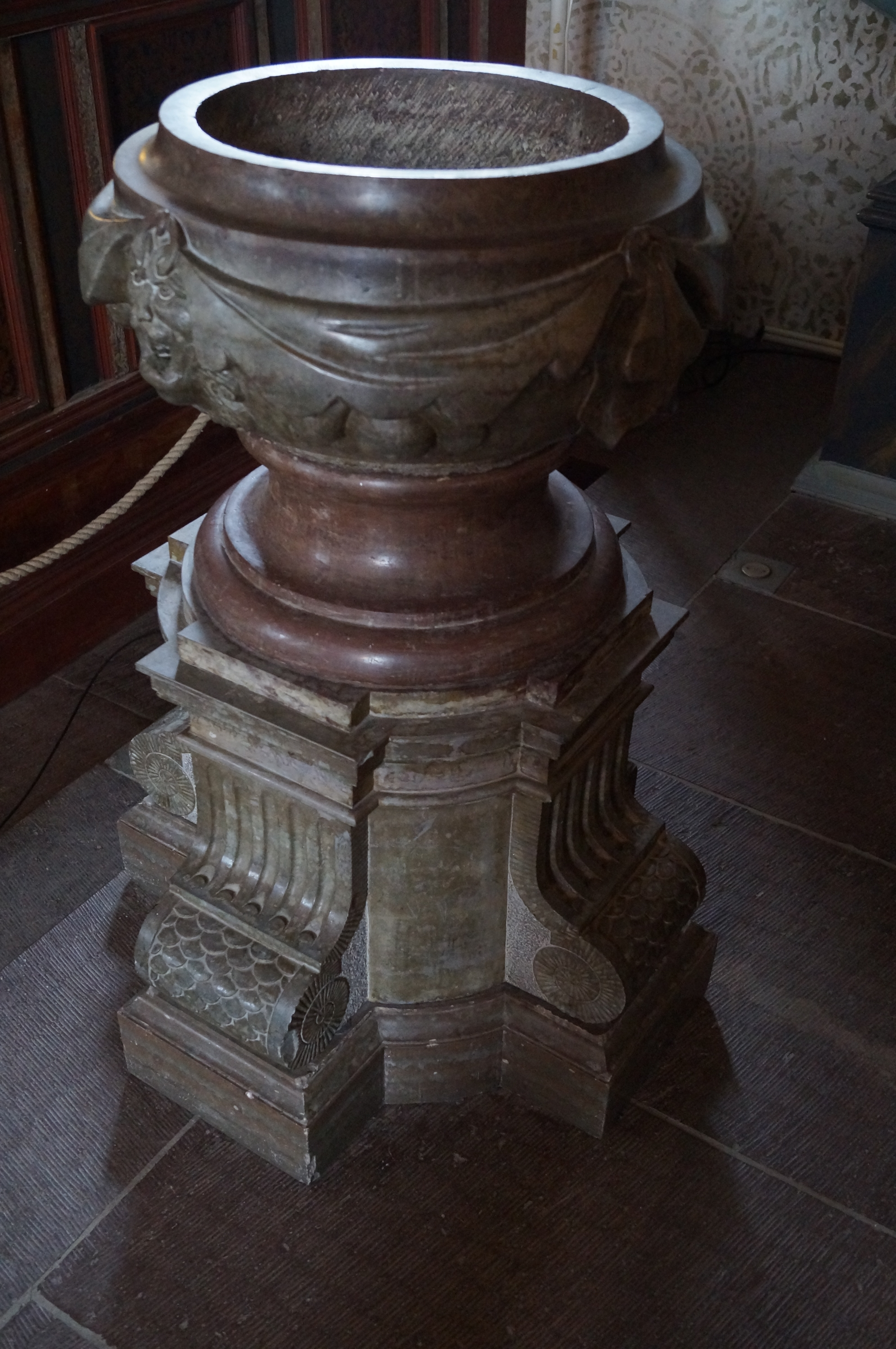
Dopfunten
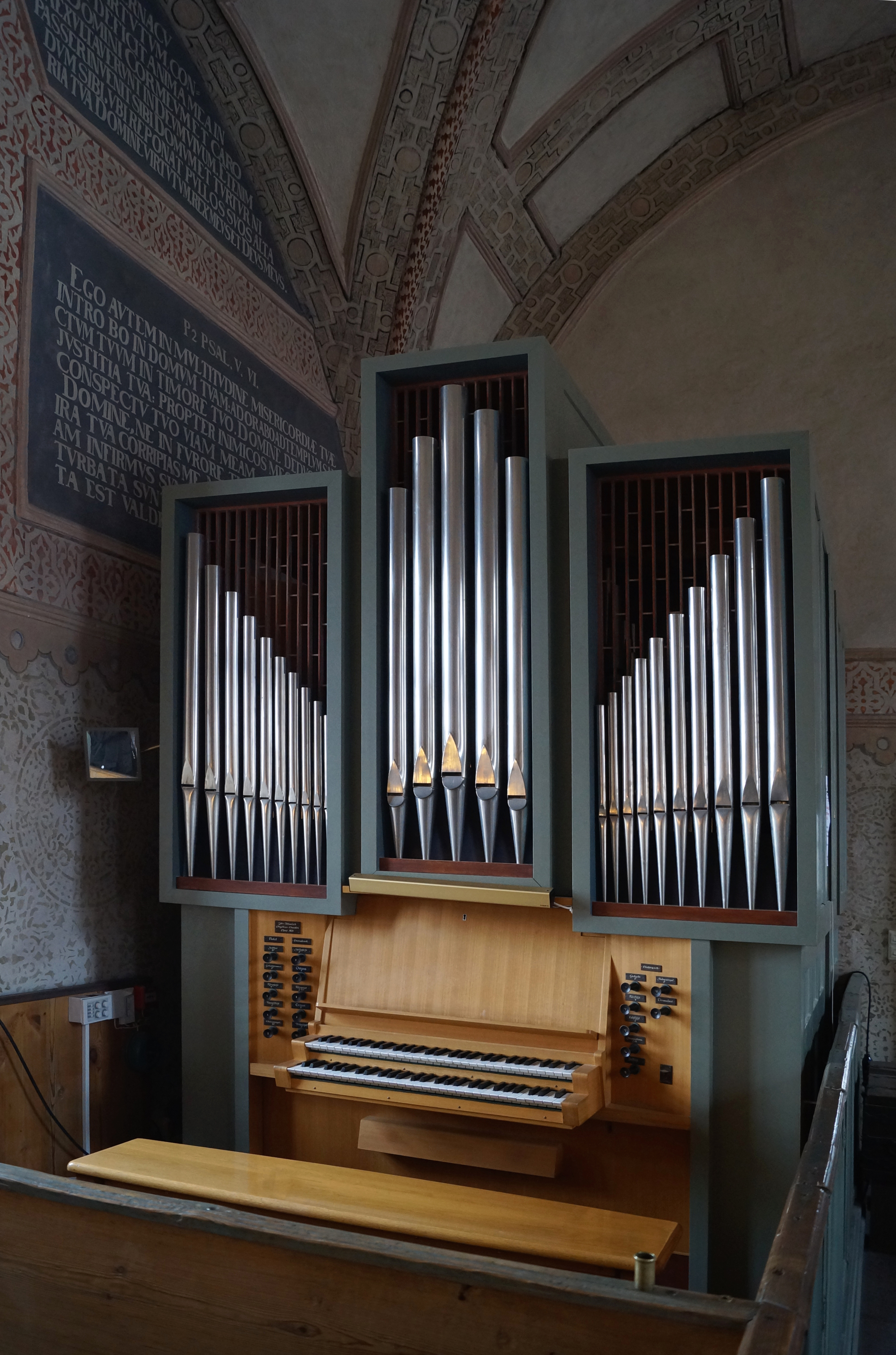
Orgeln